# Britische Unterhauswahl 1951
| Regierung (321): Conservative 302 National Liberal 19 |  | Opposition (304): Labour 295 Liberal 6 IRep 2 ILP 1 |

Zusammensetzung:

Die britische Unterhauswahl 1951 fand am 25. Oktober statt.  Labour gewann Stimmen hinzu, verlor aber wegen des Mehrheitswahlrechts Unterhaussitze. Die Conservative Party gewann ebenfalls Stimmen hinzu. Obwohl sie an Wählerstimmen nach wie vor hinter der Labour Party lag, erhielt sie mehr Sitze als diese. Die Liberal Party verlor mehr als zwei Drittel ihrer Stimmen und wurde hinter der National Liberal Party nur noch viertstärkste Partei.
Nachfolger von Premierminister Clement Attlee (Labour) wurde der Konservative Winston Churchill, der das Amt bereits von Mai 1940 bis Juli 1945 innegehabt hatte (Kriegsregierung Churchill, Übergangsregierung Churchill).

## Vorgeschichte
Die regierende Labour Party unter Clement Attlee hatte bei der Unterhauswahl 1950 nur eine knappe Mehrheit von 2 Sitzen gewonnen. Weil die Mehrheit so knapp war, führte Attlee so schnell wie möglich vorgezogene Unterhauswahl herbei in der Hoffnung, mehr Sitze zu gewinnen. Wie schon 1950 sagten die Umfragen einen knappen Wahlausgang voraus.

## Wichtige Parteiführer

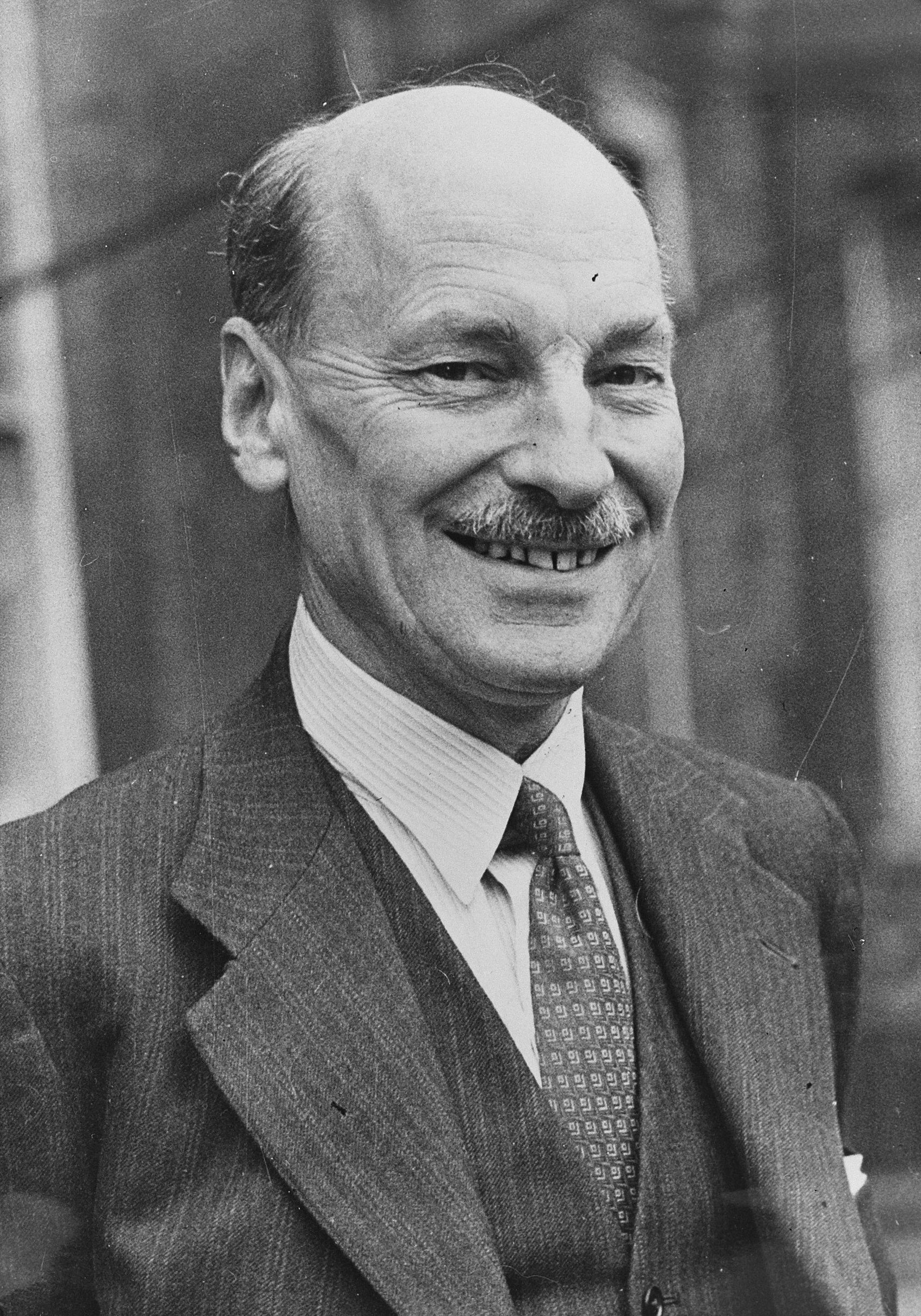
Premierminister Clement Attlee (Labour)
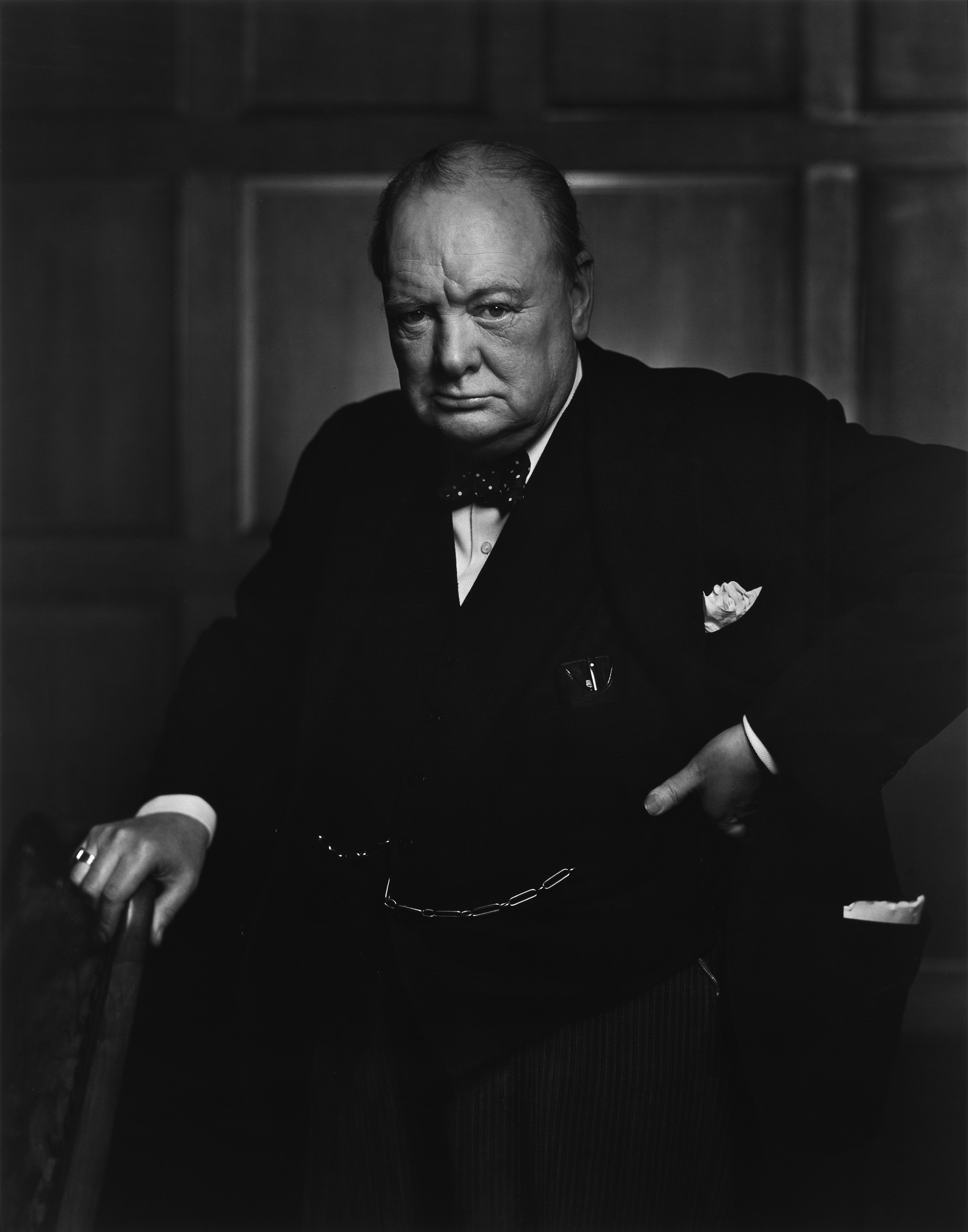
Oppositionsführer Winston Churchill (Conservatives)
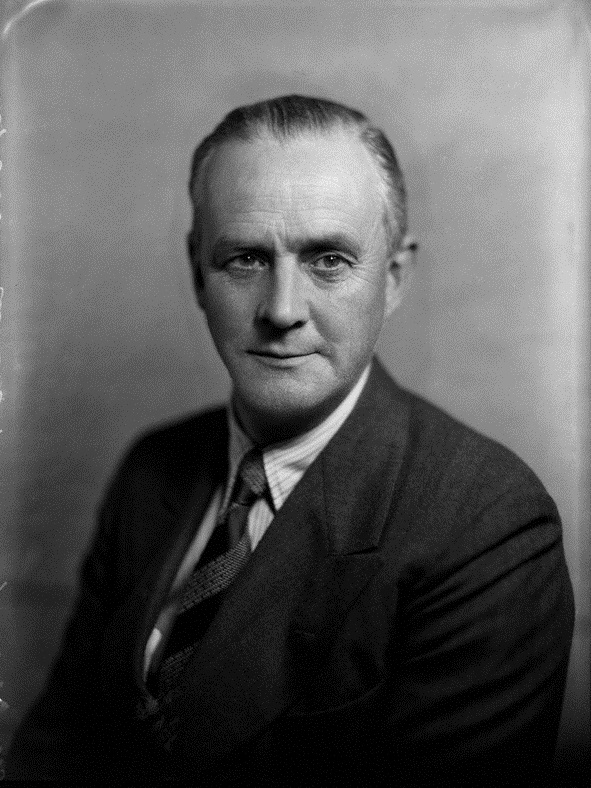
Member of Parliament Clement Davies (Liberal)

## Wahlergebnisse
| Partei          | Partei                           | Stimmen    | Stimmen | Stimmen | Sitze  | Sitze |
| Partei          | Partei                           | Anzahl     | %       | +/−     | Anzahl | +/−   |
| --------------- | -------------------------------- | ---------- | ------- | ------- | ------ | ----- |
|                 | Labour Party                     | 13.948.883 | 48,8    | +2,7    | 295    | −20   |
|                 | Conservative Party               | 12.660.061 | 44,3    | +4,3    | 302    | +20   |
|                 | National Liberal Party           | 1.058.138  | 3,7     | +0,3    | 19     | +3    |
|                 | Liberal Party                    | 730.546    | 2,6     | −6,5    | 6      | −3    |
|                 | Independent Nationalist          | 92.787     | 0,3     | −       | 2      | −     |
|                 | Irish Labour Party               | 33.174     | 0,1     | −0,1    | 1      | +1    |
|                 | Communist Party of Great Britain | 21.640     | 0,1     | −0,2    | −      | −     |
|                 | Unabhängige                      | 19.791     | 0,1     | −       | −      | −     |
|                 | Plaid Cymru                      | 10.920     | 0,0     | −0,1    | −      | −     |
|                 | Scottish National Party          | 7.299      | 0,0     | −       | −      | −     |
|                 | Unabhängige Konservative         | 5.904      | 0,0     | −       | −      | −     |
|                 | Independent Labour Party         | 4.057      | 0,0     | −       | −      | −     |
|                 | British Empire Party             | 1.643      | 0,0     | −       | −      | −     |
|                 | Anti-Partition of Ireland League | 1.340      | 0,0     | −       | −      | −     |
|                 | Unabhängige Socialist            | 411        | 0,0     | −       | −      | −     |
|                 | Gesamt                           | 28.596.594 | 100,0   |         | 625    |       |
| Wahlberechtigte | Wahlberechtigte                  | 34.919.331 |         |         |        |       |
| Wahlbeteiligung | Wahlbeteiligung                  | 82,6 %     |         |         |        |       |
| Quelle:         |                                  |            |         |         |        |       |

Ergebnisse nach Wahlkreisen. Die Farben entsprechen der nebenstehenden Tabelle.

Es sind alle Parteien aufgeführt. Die Ergebnisse der Konservativen beinhalten jene der Ulster Unionists.

## Nach der Wahl
Die Konservativen erhielten 302 (von 625) Sitzen und die Nationalliberalen 19. Das Kabinett Churchill hatte eine absolute Mehrheit (acht mehr als die kleinste Mehrheit 313) der Sitze im Unterhaus. Seine Regierungszeit war geprägt von der Krönung der neuen Königin Elisabeth II. Churchill trat am 5. April 1955 wegen seines hohen Alters und seines Gesundheitszustandes zurück. Sein Nachfolger Anthony Eden setzte sofort eine Unterhauswahl an, um ein eigenes Mandat zu erhalten. Diese Wahl fand am 26. Mai 1955 statt. Die Tories erhielten 323 Mandate; Labour erhielt bei fast gleichem Stimmenanteil nur 277 Mandate.